# Elisabet Hallerbäck
Elisabet Hallerbäck, född 5 oktober 1973, är en svensk före detta friidrottare (mångkamp). Hon tävlade för IK Lerum FI.

### Webbkällor
- Sverigebästa Födelsedatum (läst 2013-04-15)